# Herb powiatu grójeckiego
Herb powiatu grójeckiego – jeden z symboli powiatu grójeckiego, ustanowiony 28 listopada 2000.

## Wygląd i symbolika
Herb przedstawia na tarczy dzielonej w odwróconą literę „T” w polu pierwszym czerwonym mazowieckiego Orła Białego, w polu drugim białym zielonego smoka, a w polu trzecim żółtym drzewo owocowe, z jedenastoma czerwonymi jabłkami. Orzeł symbolizuje przynależność powiatu do województwa mazowieckiego, drugie godło to herb ziemi czerskiej, w skład której wchodzi duża część powiatu grójeckiego, natomiast trzecie pole symbolizuje liczne, obszerne sady owocowe, które znajdują się na terenie powiatu, a sadownictwo stanowi znaczącą część gospodarki powiatu.